# (6843) Heremon
(6843) Heremon (1975 TC6) – planetoida z pasa głównego asteroid okrążająca Słońce w ciągu 3,82 lat w średniej odległości 2,44 j.a. Odkryta 9 października 1975 roku.